# Lawaan

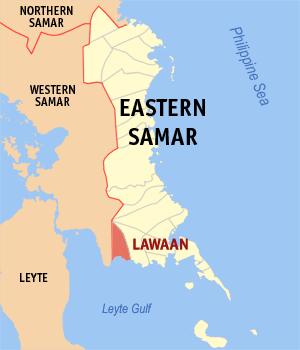
Bản đồ Đông Samar với vị trí của Lawaan

Lawaan là một đô thị hạng 5 ở tỉnh Đông Samar, Philippines. Theo điều tra dân số năm 2000 của Philipin, đô thị này có dân số 9.855 người trong 1.925 hộ.

## Các đơn vị hành chính
Lawaan được chia ra 16 barangay.
| - Betaog - Bolusao - Guinob-an - Maslog - Barangay Poblacion 1 - Barangay Poblacion 2 - Barangay Poblacion 3 - Barangay Poblacion 4 | - Barangay Poblacion 5 - Barangay Poblacion 6 - Barangay Poblacion 7 - Barangay Poblacion 8 - Barangay Poblacion 9 - Barangay Poblacion 10 - San Isidro - Taguite |